# Grå publikation
En grå publikation (også grå litteratur eller semipublikation) er en akademisk/videnskabelig publikation, der ikke er udgivet via forlag eller i et tidsskrift og som oftest ikke kan erhverves via boghandlere. Det drejer sig typisk om arbejdspapirer, rapporter eller afhandlinger, der ikke er færdiggjort til egentlig offentliggørelse. Mangfoldiggørelsen skete ofte tidligere ved hektografering eller duplikering – mimeografering eller spritduplikering – men foregår nu som oftest via fotokopiering.[kilde mangler]
Grå publikationer er ikke altid forsynet med bibliografiske oplysninger som trykkested og årstal og ISBN mangler altid. De omgår også ofte afleveringspligten og kan dermed være svære at opspore senere. Således er der tilsyneladende ikke noget dansk bibliotek, der har et eksemplar af professor Kristian Erslevs hektograferede skrift Nogle Grundsætninger for historisk Kildekritik fra 1887, mens versionerne fra 1888 og 1889 kan findes.[kilde mangler]